# Перемога (Лосинівська селищна громада)
Перемо́га — село в Україні, у Ніжинському районі Чернігівської області. Входить до складу Лосинівської селищної громади.

## Історія
Село розташоване на місці колишнього  хутору Грузинівщина.
Станом на 1859 рік х.Грузинівщина разом з хуторами Панський Колодязь та Горлачів входив до складу хутора козацького і панського під спільною назвою Киселі.  
1892 року - в списках присутні х.Грузинівщина (Ксенофонтов, 3 двори) і Помазанов (5).
1924 року - х.Помазанов Великодорозьської сільради Ічнянського району Ніжинської округи Чернігівської губернії (18 дворів).
На мапі РСЧА 1941 р. на місці села 2 хутори - Козачий (19 дворів) і Помазанов (23).
Свою сучасну назву воно отримало від однойменного колективного господарства, що функціонувало на цій території. До 2020 у Перемозі діяла сільська рада, яка об'єднувала в єдину систему п'ять навколишніх сіл: Червоний Шлях, Червоний Колодязь, Богданівка, Гармащина та Перемога.
12 червня 2020 року, відповідно до розпорядження Кабінету Міністрів України № 730-р «Про визначення адміністративних центрів та затвердження територій територіальних громад Чернігівської області», увійшло до складу Лосинівської селищної громади.
19 липня 2020 року, в результаті адміністративно-територіальної реформи та ліквідації Ніжинського(1923 - 2020) району, увійшло до складу новоутвореного Ніжинського району.
На сьогодні в селі є школа, сільський клуб, магазини та невеличка церква.

## Відомі люди
У селі похований Петрик Сергій Вікторович (1987—2015), солдат ЗСУ, учасник російсько-української війни.